# روبن بانيانيني
روبن بانيانيني (بالإسبانية: Rubén Pagnanini) مواليد 31 يناير 1949 في سان نيكولاس دي لوس آرويوس، الأرجنتين، هو لاعب كرة قدم أرجنتيني دولي سابق كان يلعب كمدافع. اعتزل اللعب عام 1981. سبق له أن لعب في كأس العالم لكرة القدم مع منتخب بلاده. بدأ مسيرته الرياضية عام 1968 مع إستوديانتيس دي لا بلاتا.

## المسيرة الاحترافية

### أندية لعب لها
- إستوديانتيس دي لا بلاتا
- إنديبندينتي
- أرجنتينوس جونيورز

## روابط خارجية
- روبن بانيانيني على موقع الاتحاد الدولي (مؤرشف)  (الإنجليزية)
- روبن بانيانيني على موقع الاتحاد الأوربي (الإنجليزية)
- روبن بانيانيني على موقع قاعدة بيانات كرة القدم.إي يو (الإنجليزية)
- روبن بانيانيني على موقع ناشيونال فوتبول تيمز (الإنجليزية)
- روبن بانيانيني على موقع عالم كرة القدم.نت (الإنجليزية)